# Akademski kolegij, Ljubljana
Akadémski kolégij (tudi Baragovo semenišče) je zgradba za Bežigradom v Ljubljani, na Vilharjevi cesti 11 in 13. Z gradnjo so pričeli leta 1936 po načrtih arhitekta Jožeta Plečnika, ki pa se je avtorstvu kasneje zaradi sprememb v načrtih projektanta in gradbenika Antona Suhadolca, odrekel. Akademski kolegij je bil urejen po 2. svetovni vojni, a nikoli povsem dokončan.
Ta štirinadstropna polkrožna stavba (drugi polkrog, ki bi jo sklenil v poln krog, ni bil nikdar dozidan, čeprav ga je Plečnik v načrtu predvidel, zato se je avtorstvu odrekel) je narejena po zgledih rimskega Koloseja in Angelskega gradu.
Stavba je bila predmet 25 let trajajočega denacionalizacijskega postopka, leta 2017 pa se je postopek zaključil s sodbo upravnega sodišča, ki je zavrnilo denacionalizacijski zahtevek Nadškofije Ljubljana.
V juliju 2023 je bila izbrana arhitekturna rešitev za prenovo in dokončanje Baragovega semenišča s čimer se je začel postopek urejanja stavbe in revitalizacije njene okolice.
V severnem delu stavbe sta Slovensko mladinsko gledališče in Pionirski dom s Festivalno dvorano. V južnem delu je študentski dom, ki ga od leta 1968 upravlja javni zavod Študentski domovi v Ljubljani, s kapaciteto 293 postelj. Nekdaj pa je bila stavba namenjena nastanitvi semeniščnikov, vendar ni nikoli služila prvotnemu namenu.
V okolici zgradbe so Gospodarsko razstavišče, park Navje in ljubljanska železniška postaja.